# Earl W. Emerson
Pour les articles homonymes, voir Emerson.
Earl Emerson ou Earl W. Emerson, né en 1948 à Tacoma dans l’État de Washington, est un écrivain américain de roman policier. Peu traduit en France, il est principalement connu outre-atlantique pour sa série de romans policiers consacrée au détective privé Thomas Black.

## Biographie
Pompier au Seattle Fire Department (en), Emerson débute comme romancier en 1979. En 1985, il amorce avec The Rain City une série consacrée à Thomas Black, un ancien policier devenu détective privé à Seattle. Poverty Bay, le deuxième roman de la série, est finaliste de plusieurs prix littéraires aux États-Unis et remporte notamment le prix Shamus de la meilleure parution originale en poche. Nervous Laughter, troisième ouvrage de la série, est traduit dans la collection Série noire en 1987 sous le titre Vous parlez d’une rigolade.  Thomas Black compte à ce jour treize romans.
Emerson a également mis en scène Mac Fontana, un alter-ego de Thomas Black dont la principale particularité est d’être à la fois pompier et shérif, mais dont aucune histoire n’a à ce jour été traduite en langue française.

## Œuvre

### Romans

#### SérieThomas Black
- The Rainy City (1985)
- Poverty Bay (1985)
- Nervous Laughter (1985) Publié en français sous le titre Vous parlez d’une rigolade, traduction de Simone Hilling, Paris, Gallimard, Série noire no 2088, 1987.
- Fat Tuesday (1987)
- Deviant Behavior (1988)
- Yellow Dog Party (1991)
- The Portland Laugher (1994)
- The Vanishing Smile (1995)
- The Million-Dollar Tattoo (1996)
- Deception Pass (1997)
- Catfish Cafe (1998)
- Cape Disappointment (2009)
- Monica's Sister (2013)

#### SérieMac Fontana
- Black Hearts and Slow Dancing (1988)
- Help Wanted: Orphans Preferred (1990)
- Morons and Madmen (1993)
- Going Crazy in Public (1996)
- The Dead Horse Paint Company (1996)

#### Autres romans
- Fill the World with Phantoms (1979)
- Vertical Burn (2002)
- Into the Inferno (2003)
- Pyro (2004)
- The Smoke Room (2005)
- Firetrap (2006)
- Primal Threat (2008)

## Prix et distinctions notables
- 1986: Prix Shamus pour Poverty Bay.

## Sources
- (en) Cet article est partiellement ou en totalité issu de l’article de Wikipédia en anglais intitulé « Earl Emerson » (voir la liste des auteurs).
- Claude Mesplède  et Jean-Jacques Schleret (Éd. rév. de: SN, voyage au bout de la Noire), Les auteurs de la Série noire, 1945-1995, Nantes, Joseph K, coll. « Temps noir », 1996, 627 p. (ISBN 978-2-910-68611-6, OCLC 300207570), p. 158.